# Österreichisches Generalkonsulat Straßburg

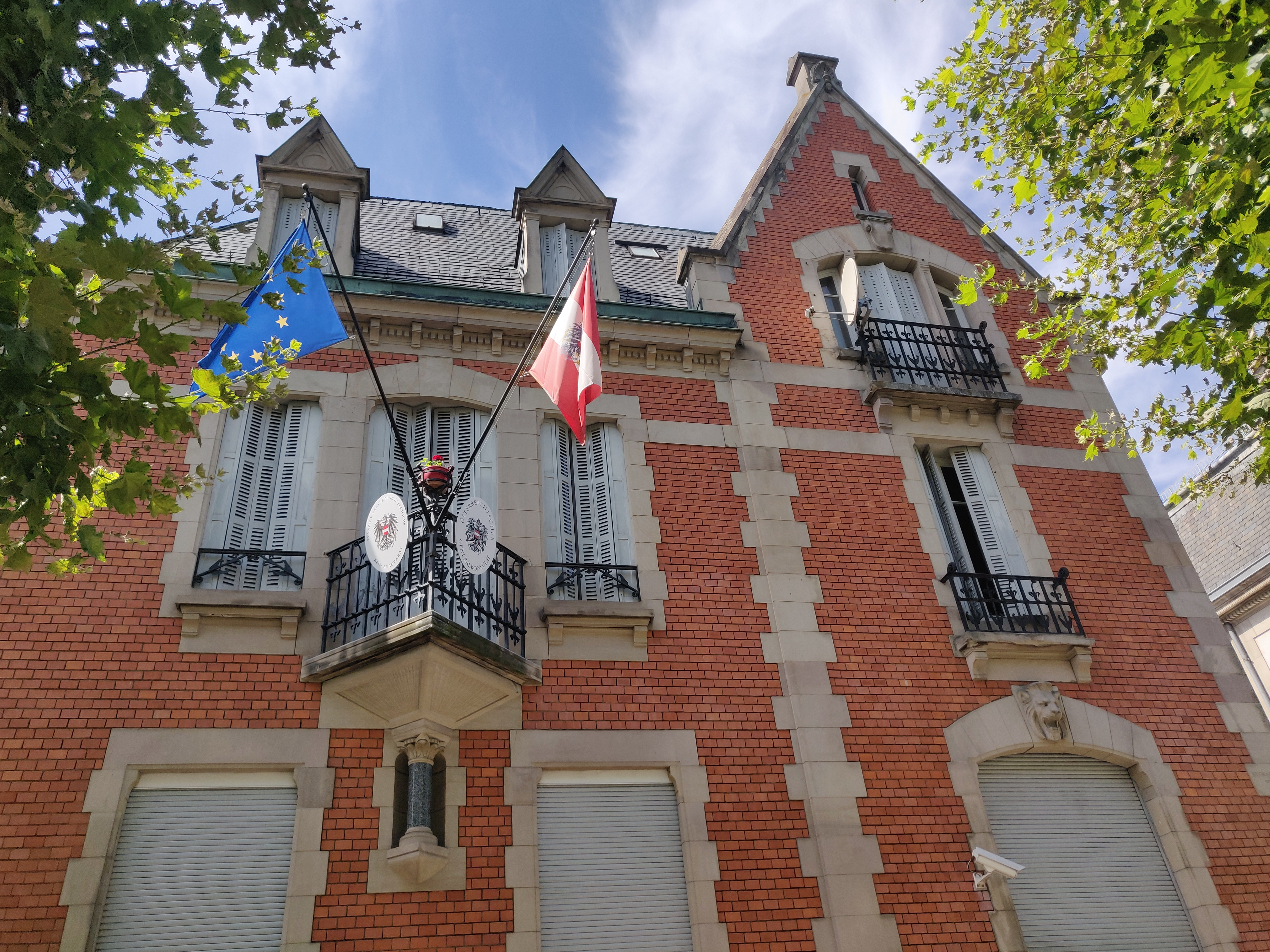
Österreichisches Generalkonsulat Straßburg

Das Österreichische Generalkonsulat Straßburg ist die konsularische Vertretungsbehörde der Republik Österreich in Straßburg. Sie teilt ihre Räume mit der Ständigen Vertretung Österreichs beim Europarat.

## Funktion
Das Generalkonsulat in 29, Avenue de la Paix - Simone Veil, Strasbourg, untersteht der Österreichischen Botschaft in Paris und ist die konsularische Vertretungsbehörde der Republik Österreich für den Amtsbereich der französischen Départements Haut-Rhin, Bas-Rhin, Moselle, Jura, Meurthe-et-Moselle, Meuse, Vosges, Haute-Saône, Doubs und Territoire de Belfort. 
Das Generalkonsulat ist auch Teil von EUNIC Straßburg.
Der Generalkonsul Andreas Lins ist ebenfalls stellvertretender Leiter der Ständigen Vertretung Österreichs beim Europarat und damit Stellvertreter von Botschafterin Aloisia Wörgetter.

## Gebäude und Lage
Das Gebäude wurde im Jahr 1893 fertiggestellt. Als Architekten fungierten Jules Berninger und Albert Brion. Das Gebäude liegt schräg gegenüber der Friedenssynagoge. Es befindet sich 500 Meter nördlich vom Place de la République.